# Federazione scacchistica della Norvegia
La Federazione scacchistica norvegese (in norvegese Norges Sjakkforbund, spesso abbreviato NSF) è l'organo che gestisce e coordina gli scacchi in Norvegia.
Fondata nel 1914, ha sede a Oslo. È composta da circa 125 circoli e 4000 membri. Tra le sue attività, l'organizzazione del Campionato norvegese e la pubblicazione del Norsk Sjakkblad ("Rivista scacchistica norvegese").

## Organigramma
Al luglio 2019, con il suo 98º congresso, il Consiglio centrale ha assunto questa composizione:
- Presidente: Morten L. Madsen
- Vicepresidente: Per Kristian Hansen
- Tesoriere: Otto Milvang[2]

Il Segretario generale è Geir Nesheim.